# Paseo del Bajo
El Paseo del Bajo, oficialmente denominado Raúl Alfonsín es una autopista en la ciudad de Buenos Aires, Argentina, de 7,1 kilómetros de extensión que enlaza las autopistas Illia, 25 de Mayo y Buenos Aires-La Plata. Se ubica entre las avenidas Alicia Moreau de Justo, Huergo, Madero, Antártida Argentina y Ramón Castillo, atravesando los barrios porteños de San Telmo, Monserrat, San Nicolás, Puerto Madero, Retiro y Recoleta.
Esta autopista recorre en viaducto entre el empalme de la autopista Illia hasta llegar a Puerto Madero. 
Tiene cuatro carriles exclusivos para camiones y micros de larga distancia, y 8 carriles para vehículos livianos, cuatro en sentido norte y cuatro en sentido sur. Esta corta autopista se inauguró el 27 de mayo de 2019.

## Recorrido
Por el norte, esta autopista nace a la altura del Peaje Retiro de la Autopista Dr. Arturo Umberto Illia, siendo el carril al sur el que cruza sobre la mencionada. Ambos carriles se unen a la altura de la esquina de la Avenida Ramón Castillo y la Calle 12 de la Zona Portuaria, donde reciben accesos provenientes de la zona noroeste del Puerto Nuevo. Discurre en viaducto sobre la avenida mencionada hasta el empalme de la Avenida Antártida Argentina, en donde circula sobre ésta tras una curva pronunciada. Tras una rampa, se pone al nivel de la avenida teniendo entradas y salidas desde/hacia la Terminal de Ómnibus de Retiro, luego, desciende bajo nivel a la altura de la Avenida de los Inmigrantes, cruzando por debajo de los accesos a los Tribunales y terminales ferroviarias de Retiro. Vuelve a elevarse al nivel del suelo circulando a un lado de la Av. Antártida Argentina, para volver a descender ingresando a la zona de Puerto Madero, circulando en trinchera entre las avenidas Alicia Moreau de Justo y Eduardo Madero/Ing. Luis Huergo. Tras cruzar la Av. Rosario Vera Peñaloza, se eleva y sus carriles se bifurcan hacia la Autopista 25 de Mayo (AU1) al oeste, y hacia la Autopista Buenos Aires La Plata (Ruta Nacional 1) hacia el sudeste.

## Controversias
El paseo generó denuncias por corrupción y de direccionamiento de la obra por parte del Jefe de Gobierno Horacio Rodríguez Larreta a favor de una empresa propiedad de un primo del expresidente Mauricio Macri como lo denunció la Auditoría General de la Ciudad. La Auditora denunció que el proceso licitatorio fue defectuoso, irregular y corrupto en favor de IECSA, la empresa del primo de Mauricio Macri, Angelo Calcaterra, para adjudicarle los tramos más caros de la construcción del Paseo del Bajo. Esta maniobra tenía según la denuncia judicial un único fin: garantizar a la empresa IECSA, entonces en poder de Angelo Calcaterra, primo de Mauricio Macri 3200 millones de pesos. Según la auditoría se encontraron sobreprecios de hasta un 513 por ciento en la obra. Sin embargo, el juez federal Claudio Bonadío sobreseyó al jefe de gobierno de la Ciudad Autónoma de Buenos Aires, Horacio Rodríguez Larreta, y a Guillermo Dietrich, exministro de Transporte, sin llamarlos a declaración indagatoria. Fue financiada en un porcentaje mayor por un préstamo internacional del Banco de Desarrollo de América Latina.

## Galería

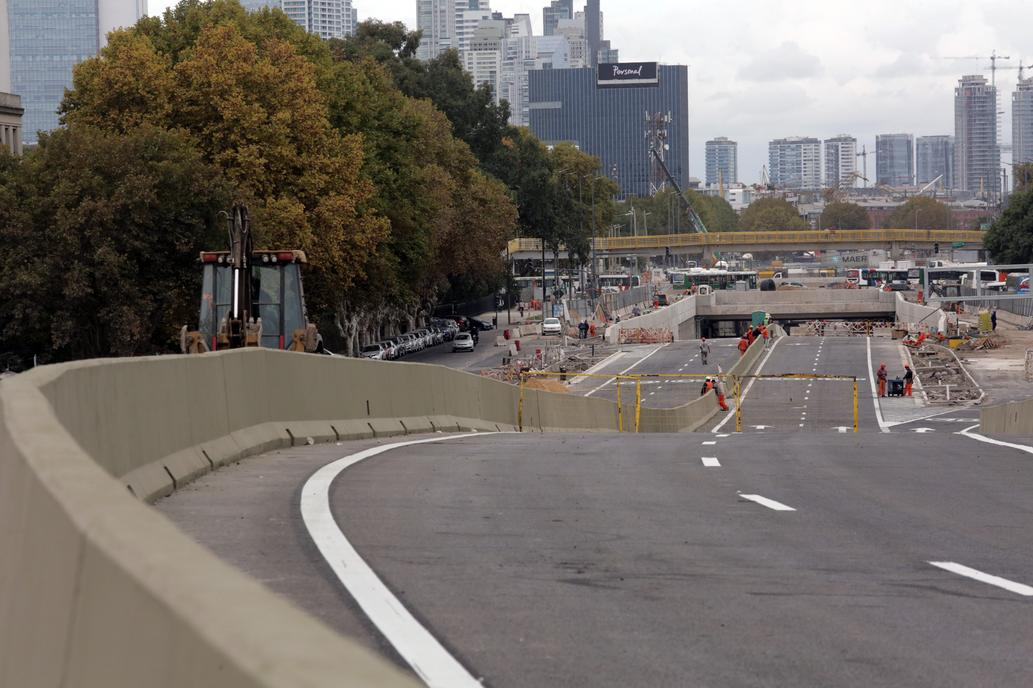
El Paseo del Bajo, previo a su inauguración.
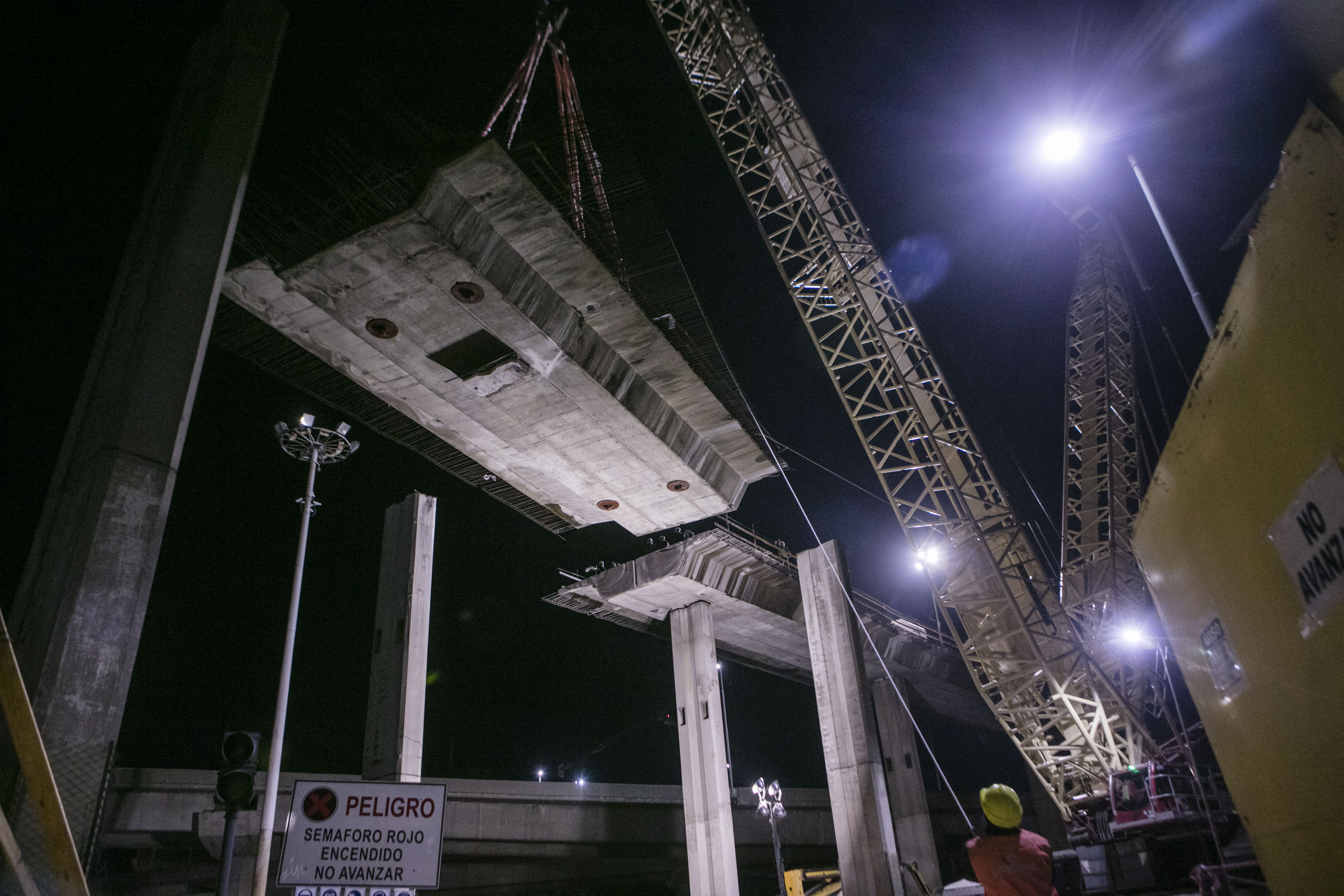
Intersección entre la autopista 25 de Mayo y el Paseo del Bajo, en construcción.
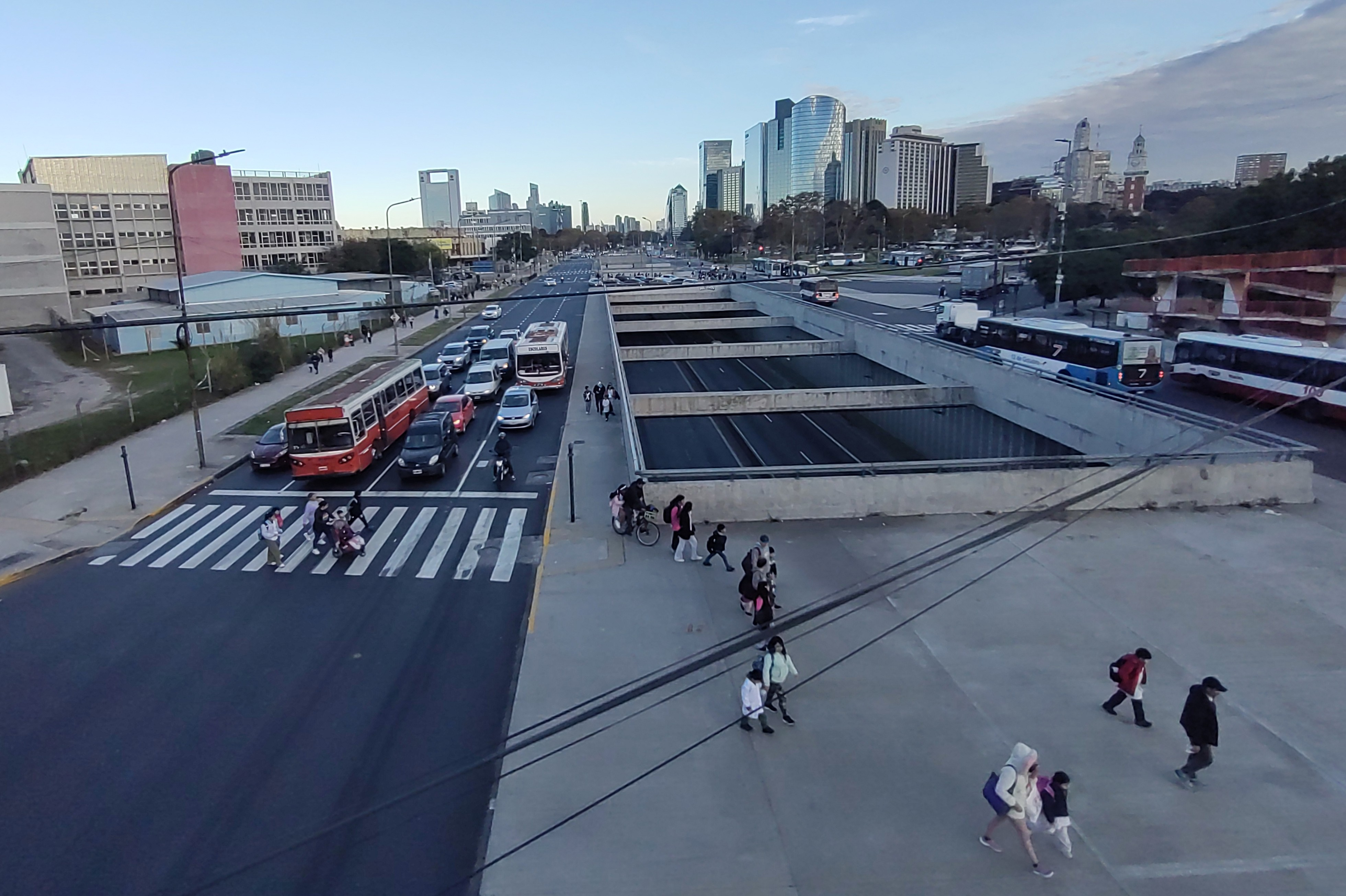
Zona Retiro